# Bitwa o Kluczbork
Bitwa o Kluczbork – starcie zbrojne mające miejsce od 20 stycznia do 21 stycznia 1945 między oddziałami Armii Czerwonej a wojskami niemieckimi, skutkujące zdobyciem Kluczborka i zakończeniem w mieście władzy reżimu III Rzeszy.

## Przebieg działań bojowych
Kluczbork był ważnym punktem oporu, leżącym na piątej lini niemieckiej obrony zorganizowanej między Wisłą a Odrą. Aby wzmocnić jego wartość obronną zbudowano m.in. rów przeciwczołgowy i pas zapór inżynieryjnych. Do Kluczborka Armia Czerwona dotarła w wyniku operacji wiślańsko-odrzańskiej która ruszyła 12 stycznia 1945 roku z linii rzeki Wisły. Natomiast w czasie operacji sandomiersko-śląskiej Armia Czerwona odbiła miasto z rąk Niemców. 
Pierwsi na przedpola Kluczborka dotarli żołnierze z 32 Gwardyjskiego Korpusu Strzeleckiego dowodzonego przez gen. płk. Aleksandra Rodimcewa. 
W walkach miejskich wyróżnili się żołnierze z 95 Gwardyjskiej Dywizji Strzeleckiej dowodzonej przez gen. mjr. Andrieja Olejnikowa. Szeregowy Mikołaj Rigaczin z 287 Pułku Strzeleckiego powtórzył czyn Aleksandra Matrasowa, zasłaniając własnym ciałem otwór strzelniczy karabinu maszynowego. Za ten czyn został pośmiertnie odznaczony Złotą Gwiazdą Bohatera Związku Radzieckiego. W czasie walk o Kluczbork, który został zdobyty 21 stycznia 1945 roku, poległo lub zmarło z ran 36 żołnierzy radzieckich.

## Upamiętnienie
Po zakończeniu wojny na Placu Wolności w Kluczborku wzniesiono Pomnik Wdzięczności Armii Radzieckiej tj. walczącym i poległym żołnierzon Armii Czerwonej w walkach o Kluczbork. Natomiast Tablicę pamiątkową umieszczono w miejscu śmierci szeregowego Mikołaja Rigaczina Bohatera Związku Radzieckiego.